# Paramonacanthus lowei
Paramonacanthus lowei är en fiskart som beskrevs av Lee Milo Hutchins 1997. Paramonacanthus lowei ingår i släktet Paramonacanthus och familjen filfiskar. Inga underarter finns listade i Catalogue of Life.